# Róisín Machine
Róisín Machine – piąty, solowy album irlandzkiej wokalistki Róisín Murphy, wydany 2 października 2020 roku nakładem Skint. Producentem nagrań był Richard Barratt.
Z albumu przedpremierowo wydano cztery single, z których pierwszy – Incapable – został wydany na ponad rok przed premierą płyty, 5 czerwca 2019. Kolejne single promujące album to Narcissus (wydany 8 listopada 2019), Murphy's Law (wydany 4 marca 2020) i Something More (wydany 31 lipca 2020).
Utwory były promowane przez Murphy podczas serii domowych koncertów dawanych podczas kwarantanny związanej z pandemią koronawirusa.

## Lista utworów
1. Simulation (8:29)
2. Kingdom Of Ends (6:10)
3. Something More (6:49)
4. Shellfish Mademoiselle (4:17)
5. Incapable (3:45)
6. We Got Together (5:10)
7. Murphy’s Law (6:21)
8. Game Changer (4:14)
9. Narcissus (4:55)
10. Jealousy (4:13)

## Dodatkowe utwory w wersji deluxe dostępnej w streamingu
1. Incapable (Extended Mix) (8:25)
2. Narcissus (Extended Mix) (7:40)
3. Murphy's Law (Extended Mix) (8:00)
4. Something More (Extended Mix) (7:56)
5. Simulation (Extended Mix) (11:37)
6. Jealousy (Extended Mix) (11:39)

## Notowania
| Lista przebojów (2020)        | Najwyższa pozycja |
| ----------------------------- | ----------------- |
| Australia (ARIA Charts)       | 53                |
| Austria (Ö3 Austria Top 40)   | 21                |
| Belgia (Ultratop Flandria)    | 25                |
| Belgia (Ultratop Walonia)     | 142               |
| Holandia (MegaCharts)         | 58                |
| Irlandia (IRMA)               | 5                 |
| Niemcy (Media Control Charts) | 24                |
| Szkocja (OCC)                 | 10                |
| Szwajcaria (Alben Top 100)    | 26                |
| Wielka Brytania (OCC)         | 14                |